# فرشاة الحلاقة
فرشاة الحلاقة هي فرشاة صغيرة بمقبض موازٍ للشعيرات المستخدمة في صنع رغوة من صابون الحلاقة أو معجون الحلاقة وتطبيقها على الوجه عند الحلاقة. غالبًا ما تكون فرش الحلاقة مزخرفة ؛ غالبًا ما تصنع المقابض العتيقة من مواد مثل العاج أو حتى الذهب . تُستخدم فرشاة الحلاقة في أغلب الأحيان اليوم بواسطة "ماكينات الحلاقة الرطبة" جنبًا إلى جنب مع ماكينة حلاقة آمنة ذات حواف واحدة أو مزدوجة أو ماكينة حلاقة مستقيمة. ومع ذلك ، ليس هذا هو الحال دائمًا ، حيث قد تستخدم ماكينات الحلاقة من جميع الأنواع الأدوات.

## تاريخها

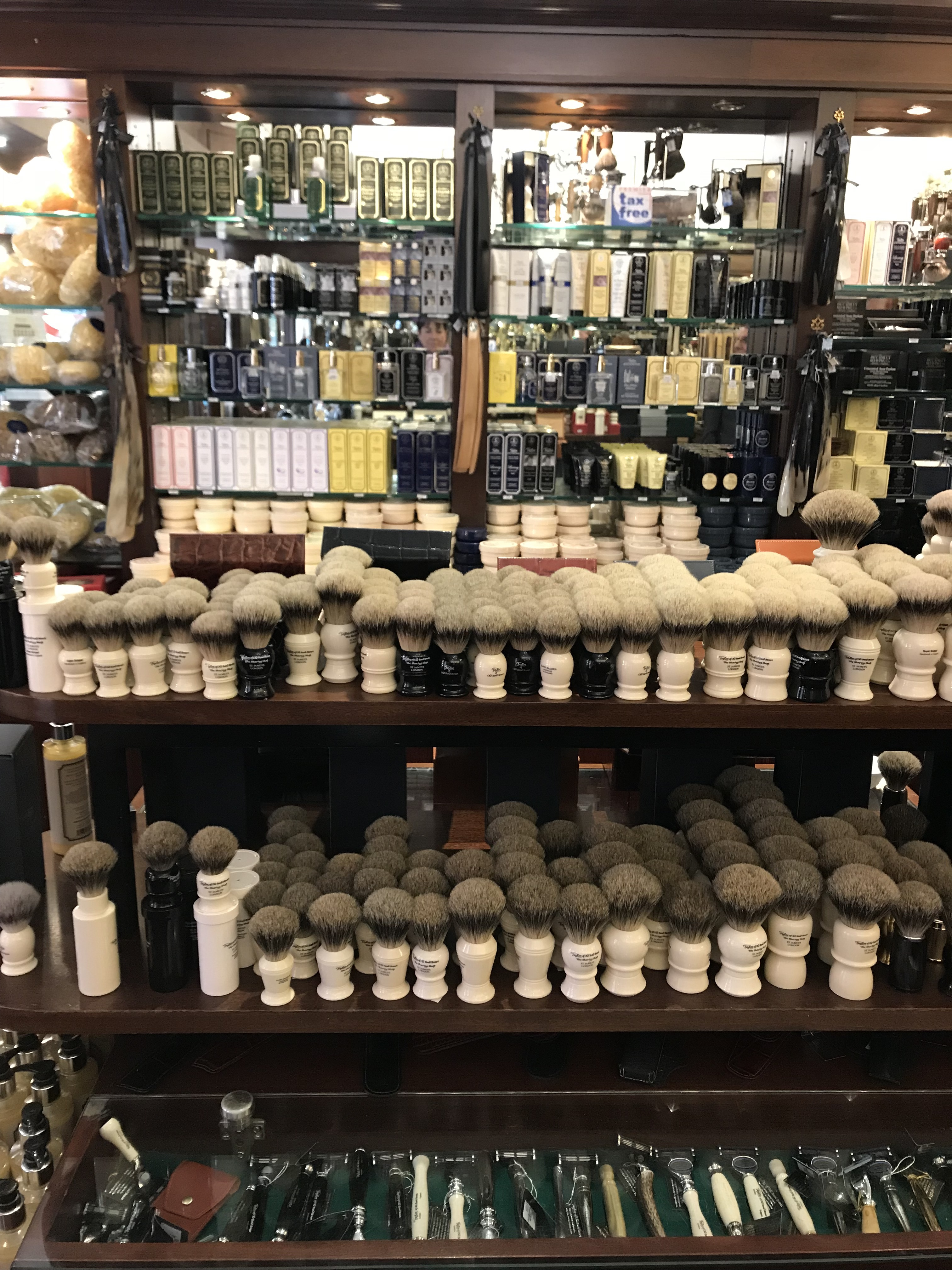
Shaving brushes in a barber supply shop in London.

يمكن إرجاع فرشاة الحلاقة الحديثة إلى فرنسا خلال خمسينيات القرن الثامن عشر. يسمي الفرنسيون فرشاة الحلاقة blaireau . اختلفت جودة هذه الفرش اختلافًا كبيرًا ، حيث اختلفت المواد المستخدمة في تشكيل المقابض من الشائعة إلى الغريبة. لم يكن من غير المألوف أن تكون المقابض مصنوعة من العاج أو الذهب أو الفضة أو صدف السلحفاة أو الكريستال أو الخزف. تستخدم الفرشاة الأغلى ثمناً شعر الغرير ، بينما تستخدم الفرش الأرخص شعر الخنزير أو شعر الحصان. في القرن التاسع عشر ، جعل تصميم ماكينة الحلاقة المستقيمة ذات المقبض القابل للطي من العملي أن يحلق الرجال أنفسهم بدلاً من زيارة الحلاق. أصبحت فرشاة الحلاقة رمزًا للمكانة ، وكانت الفرشاة باهظة الثمن أو غريبة الأطوار وسيلة لتأكيد شخصية الفرد أو حتى ثراءه. أدى الارتفاع السريع الأخير في شعبية "الحلاقة الرطبة" إلى زيادة الطلب على فرش الحلاقة عالية الجودة والمخصصة.

## المقابض
تتشابه فرش الحلاقة الحديثة في المظهر والتركيب والوظيفة مع سابقاتها منذ قرون. على الرغم من استخدام مجموعة متنوعة من المواد المختلفة لتصميم مقابض فرشاة الحلاقة ، إلا أن المقابض الاصطناعية المصنوعة من النايلون أو اليوريثان أو البلاستيك هي الأكثر شيوعًا حتى مع الشركات المصنعة لفرش الحلاقة الأغلى ثمناً. تشمل فوائد المقابض الاصطناعية فرصة أقل للكسر ومقاومة التلف بسبب الرطوبة. يفضل عدد محدود من المستهلكين المواد الطبيعية مثل الخشب أو المواد الغريبة مثل صدف السلحفاة. نادرًا ما يؤثر مقبض فرشاة الحلاقة ، بغض النظر عن تركيبته المادية ، على الأداء العام للفرشاة.

## الشعر الخشن المستخدم
عادةً ما يتم تحديد سعر فرشاة الحلاقة من خلال الشعر الخشن المستخدم أكثر من أي عامل آخر ، باستثناء الفرش ذات المقابض الغريبة جدًا. غالبًا ما تستخدم الفرش الأغلى ثمناً مواد غريبة في المقبض. يتم تثبيت الشعيرات معًا في عقدة يتم تثبيتها في المقبض. الفرش ذات الجودة الأفضل معقودة يدويًا. تعتبر فرش الغرير والخنازير من الحيوانات الأكثر شيوعًا المستخدمة في حلاقة ألياف الفرشاة. تشمل أنواع الغرير غرير أوراسيا وغرير الخنزير.
غالبًا ما يشار إلى فرش الغرير على أنها نطاقان أو ثلاثة أشرطة. ربما تحتوي كل ألياف شعر الغرير على ثلاثة أشرطة ، لكن تلك المستخدمة في الفرش تخفي الشريط السفلي الأخف. ومع ذلك ، فإن كلا النوعين من الشعر الخشن يصنعان فرشاة حلاقة مرغوبة. غالبًا ما يتم تصنيع الفرش ذات الجودة المنخفضة آليًا وقد يتم قص الشعيرات ، مما ينتج عنه أطراف حادة وشائكة. تتوفر فرش الحلاقة الاصطناعية ، التي يتم تصنيعها غالبًا باستخدام شعيرات النايلون ، في مجموعة من الأسعار والتدرجات في الجودة. مقارنة بفرش الحلاقة التقليدية ، يمكن لفرش الألياف الاصطناعية أن تخلق بسرعة رغوة غنية باستخدام القليل نسبيًا من صابون أو كريم الحلاقة. تجف الألياف الاصطناعية أسرع من الشعر الطبيعي وهي أقل حساسية للاستخدام اليومي.
تعتبر فرش شعر Boar غير مكلفة نسبيًا ، ولكن يمكن أن تكون ذات جودة عالية جدًا. فرشاة مصنوعة جيدًا من الخنزير ستكسر مع الاستخدام ؛ تبدأ الشعيرات في الانقسام عند أطرافها ، مما ينتج عنه فرشاة ناعمة جدًا ولكن لها عمود فقري كبير. على عكس شعر الغرير والألياف الصناعية ، تمتص شعيرات الخنزير الماء ، لذلك يجب نقع الفرشاة قبل الاستخدام.
تأتي فرش شعر الغرير في مجموعة متنوعة من الدرجات ، ولكن لا يوجد معيار صناعي يحدد على وجه التحديد درجات الشعر الغرير. بشكل عام ، هناك تصنيفات أساسية يستخدمها العديد من المصنّعين لوصف جودة الشعر المستخدم في فرشهم. التدرجات الأكثر شيوعًا لشعر الغرير هي الغرير "النقي" ، و "الأفضل" ، والغرير "الفائق" أو "الفضي". بينما تصر بعض الشركات على استخدام تدرجات أخرى (على سبيل المثال ، تميز فرش Vulfix المتطورة بين "super" و "silvertip") ، يتم قبول هذه الثلاثة بشكل عام بين ماكينات الحلاقة الرطبة وغالبًا ما تستخدم لوصف جودة فرشاة حلاقة.

### الغرير النقي
هي فرش شعر الغرير التي تستخدم الشعر الأكثر شيوعًا من أسفل بطن الغرير ، وهو الشعر الذي يغطي حوالي 60٪ من جسم الغرير. يختلف هذا الشعر اختلافًا كبيرًا في النعومة والمرونة واللون. عادة ما يكون شعر الغرير النقي داكن اللون ، ولكنه يتقلب من السمرة الفاتحة إلى شبه الأسود أو اللمعان الفضي. الشعر أكثر خشونة من الشعر "الأفضل" أو "ذو الرأس الفضي" بسبب جذعه الأكبر. تكلف الفرش المصنوعة حصريًا من شعر الغرير النقي أقل بكثير من تكلفة شعر الغرير الرقيق. في أغلب الأحيان ، يتم قص شعر فرشاة الغرير النقي ، مما يؤدي إلى نهايات قاسية وخشنة إلى حد ما.

### الغرير الافضل
الغرير الافضل هي الفرش المصنوعة من شعر أنعم وأكثر مرونة من 20 - 25٪ من جسم الغرير. إنه أطول في الطول وأخف في اللون من شعر الغرير `` النقي ''. تمتلئ فرشاة الغرير "الأفضل" بشكل أكثر كثافة بالشعر من فرشاة الغرير "النقية" وستنتج رغوة أكبر في المقابل. ومع ذلك ، تجادل بعض ماكينات الحلاقة الرطبة بأن التباين بين جودة فرشاة الغرير "النقية" و "الأفضل" لا يكاد يذكر. غالبًا ما يكون شعر الغرير الأفضل وأفضل جودة لشعر الفرشاة مناسبًا بحيث لا يلزم قص الأطراف بالشكل.

### الغرير الفائق
فرشاة الغرير الفائقة أغلى من الفرشاة "الأفضل" أو "النقية". في حين أن البعض يسمي هذا الشعر "رأس فضي" ، فإنه غالبًا ما يكون شعرًا "نقيًا" متدرجًا بدرجة عالية مبيضًا على الأطراف ليشبه رأس الفضة.
على الرغم من أنها تتكون من شعر غرير "نقي" ، إلا أن الفائق يتم تصنيفها وفرزها لدرجة أن أداؤها يتفوق على أداء "الأفضل". الفرشاة ليست شائكة.
تتمثل إحدى طرق تحديد ما إذا كانت الفرشاة تحمل حمولة شعر غرير "فائقة" أو "فضية" في النظر إلى لون أطراف الشعر الخشن. الفرشاة ذات الرأس الفضي لها رؤوس ذات لون أبيض مائل للصفرة. من ناحية أخرى ، تحتوي الفرشاة "الفائقة" على رؤوس خشنة تكون أكثر تعقيمًا وأبيض رمادية قليلاً ؛ علاوة على ذلك ، لا يمتد اللون الفاتح للنصائح حتى أسفل جذع الشعرة.

### الغرير الفضي
فرشاة شعر الغرير الفضية هو أغلى أنواع شعر الغرير وأكثرها ندرة. تبدو الأطراف على هذا الشعر بيضاء بشكل طبيعي ، دون تبيض. ينتج عن حمل الشعر الخشن "المتوهج" المظهر الرقيق للفرشاة "ذات الرأس الفضي" ويضفي على الفرشاة قدرتها على الاحتفاظ بكمية كبيرة من الماء. نظرًا لقدرتها على الاحتفاظ بالمياه ، يمكن للفرشاة "الفضية" إنتاج رغوة حلاقة جيدة التشكيل بسرعة وسهولة.
تبيع بعض الشركات المصنعة مثل Plisson و Simpsons و Rooney فرش الحلاقة بدرجة أعلى من الفضة. في حين أن الأسماء التي تعطيها هذه الشركات "الفضة الإضافية" تختلف ، تظل الخصائص متسقة إلى حد ما بين الشركات المصنعة مقارنة بفرشاة "الفضة العادية". تختلف هذه الفرش في المظهر (الطرف أكثر بياضًا ويمتد إلى أسفل العمود ؛ بالإضافة إلى ذلك ، يكون الشعر الموجود أسفل الحافة أسودًا خالصًا على عكس اللون الرمادي الداكن , الطرف الفضي الإضافي يكون أكثر ثباتًا وأقل "شائكًا" للوجه عند الرغوة.
ميزة أخرى قد تظهرها شعيرات الغرير هي ما يسمى بـ "أطراف الهلام" ، وهي مزيج من سمتين متميزتين: "خطاف" صغير في العديد من أطراف الشعر ، وهلام ، وإحساس برق لأطراف الشعر عندما تكون مبللة. عندما تجف ، لا يمكن التعرف على عقد فرشاة الحلاقة ذات الرؤوس الهلامية بشكل كامل: فوجود خطافات صغيرة لا يكفي لتوفير السمة الثانية والأكثر تميزًا أيضًا: الشعور بالصابون "الأملس". يمكن تمييز ملمس أطراف الجل بسهولة تامة: بمجرد البلل ، تتكتل أطراف الشعر معًا في مجموعات صغيرة وبعد الترغية ، يبدو أن الصابون الموجود في العقدة لا يمكن شطفه بالكامل. لا يوجد معيار لهذه الميزة ، لذلك يجب على كل شخص أن يشعر بها بنفسه ، خاصة عند فرك عقدة فرشاة الحلاقة المبللة بالقرب من الشفاه ، حيث يكون الجلد أكثر حساسية.

## معرض الصور

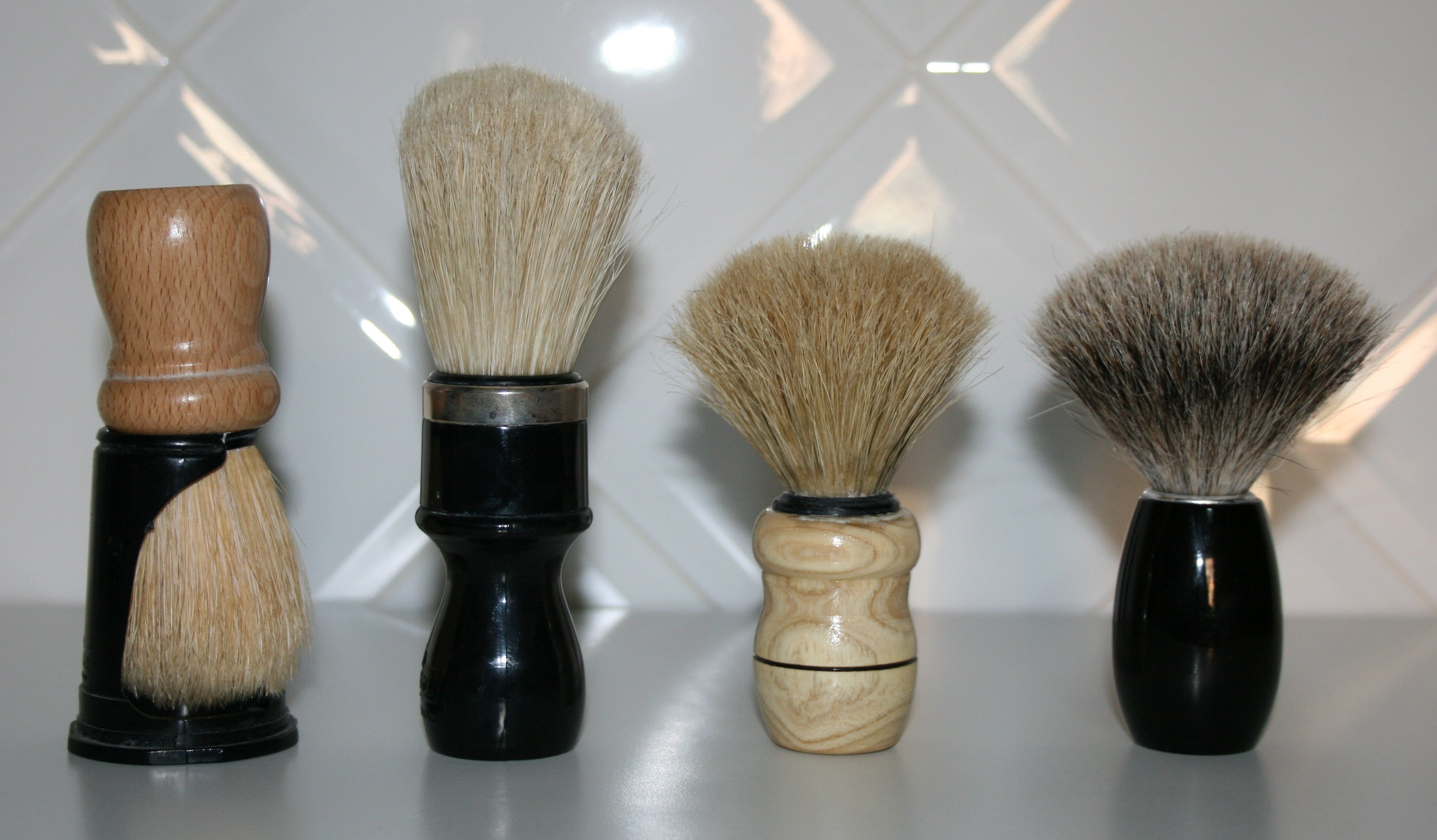
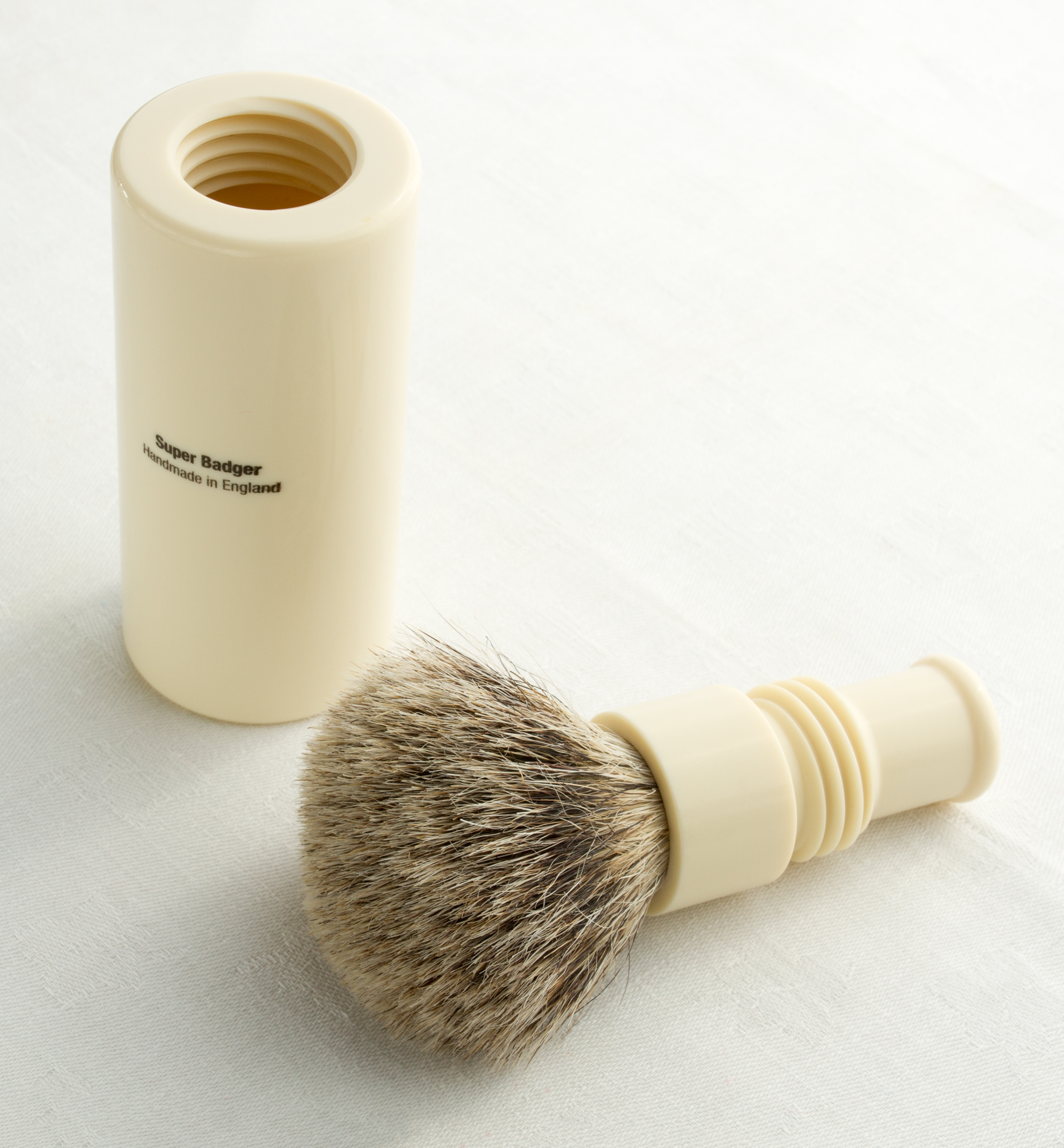
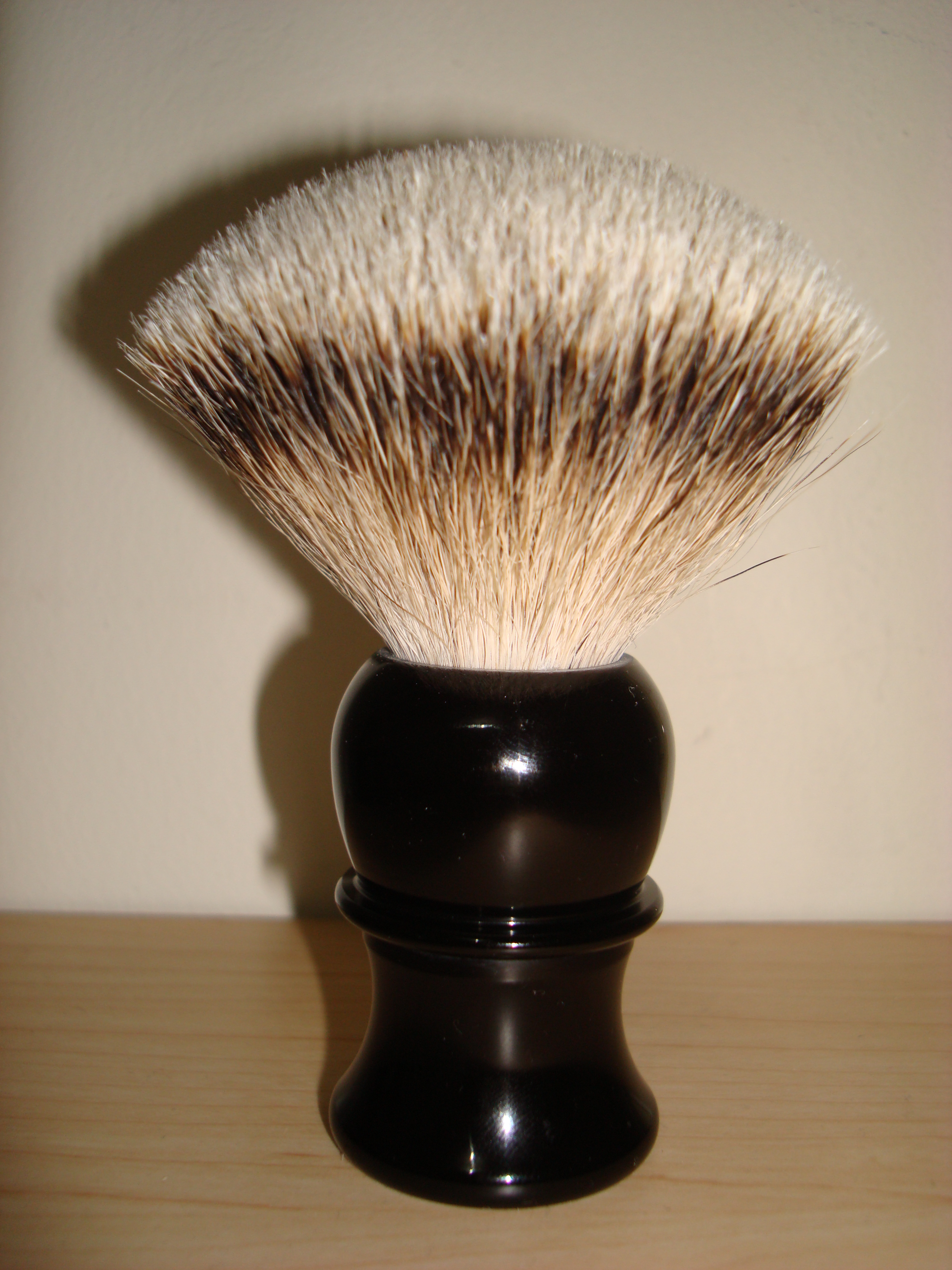
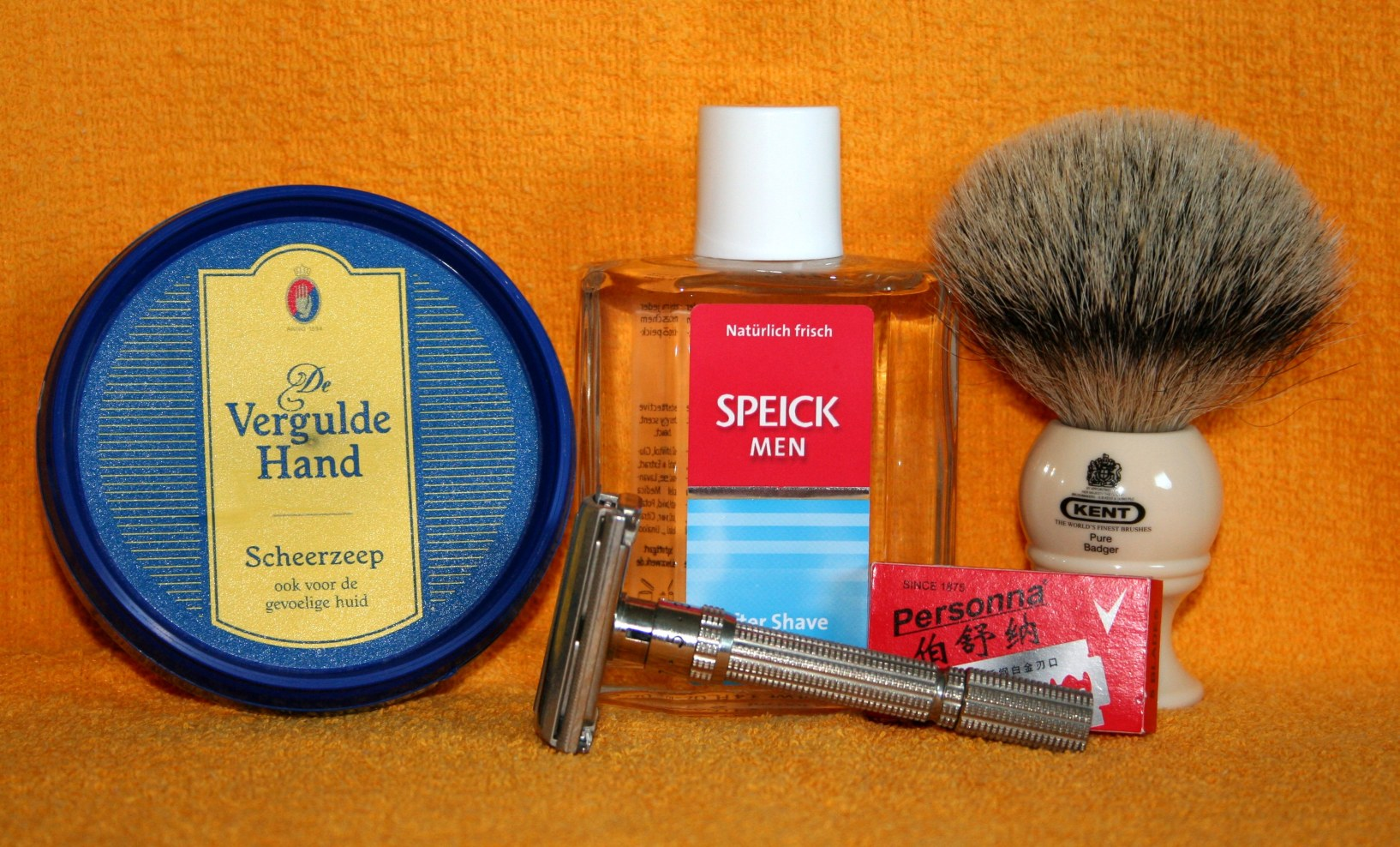
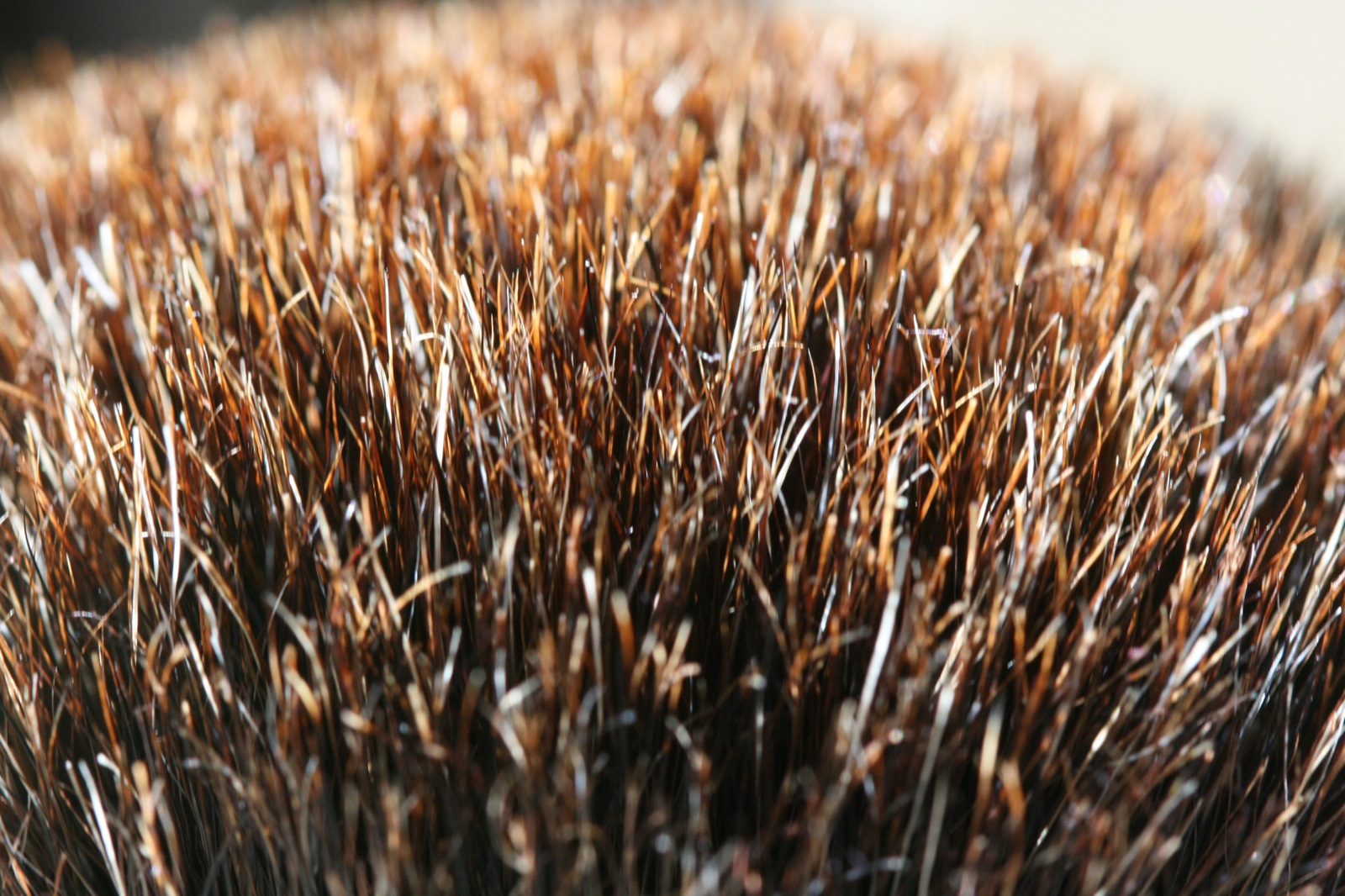
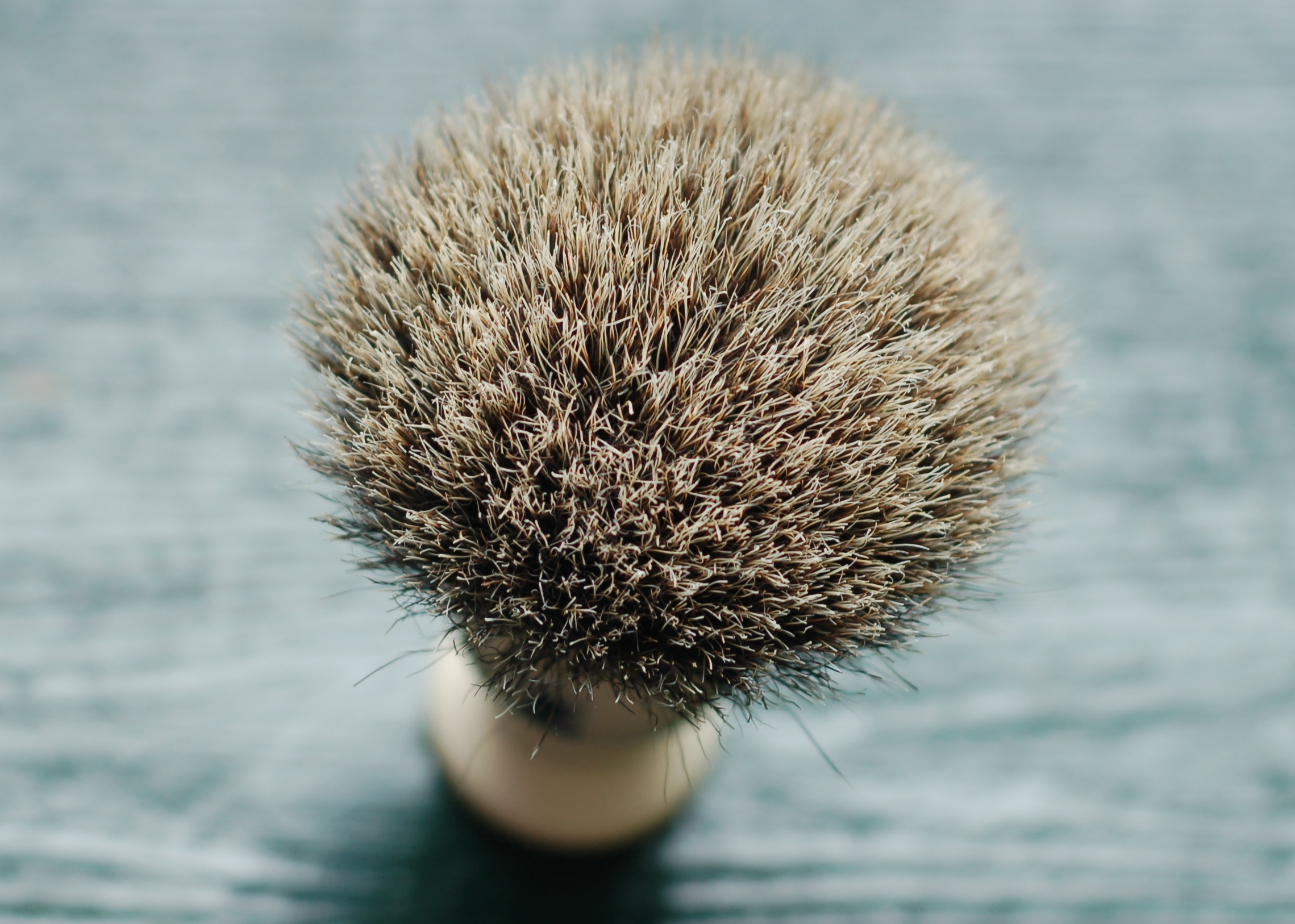
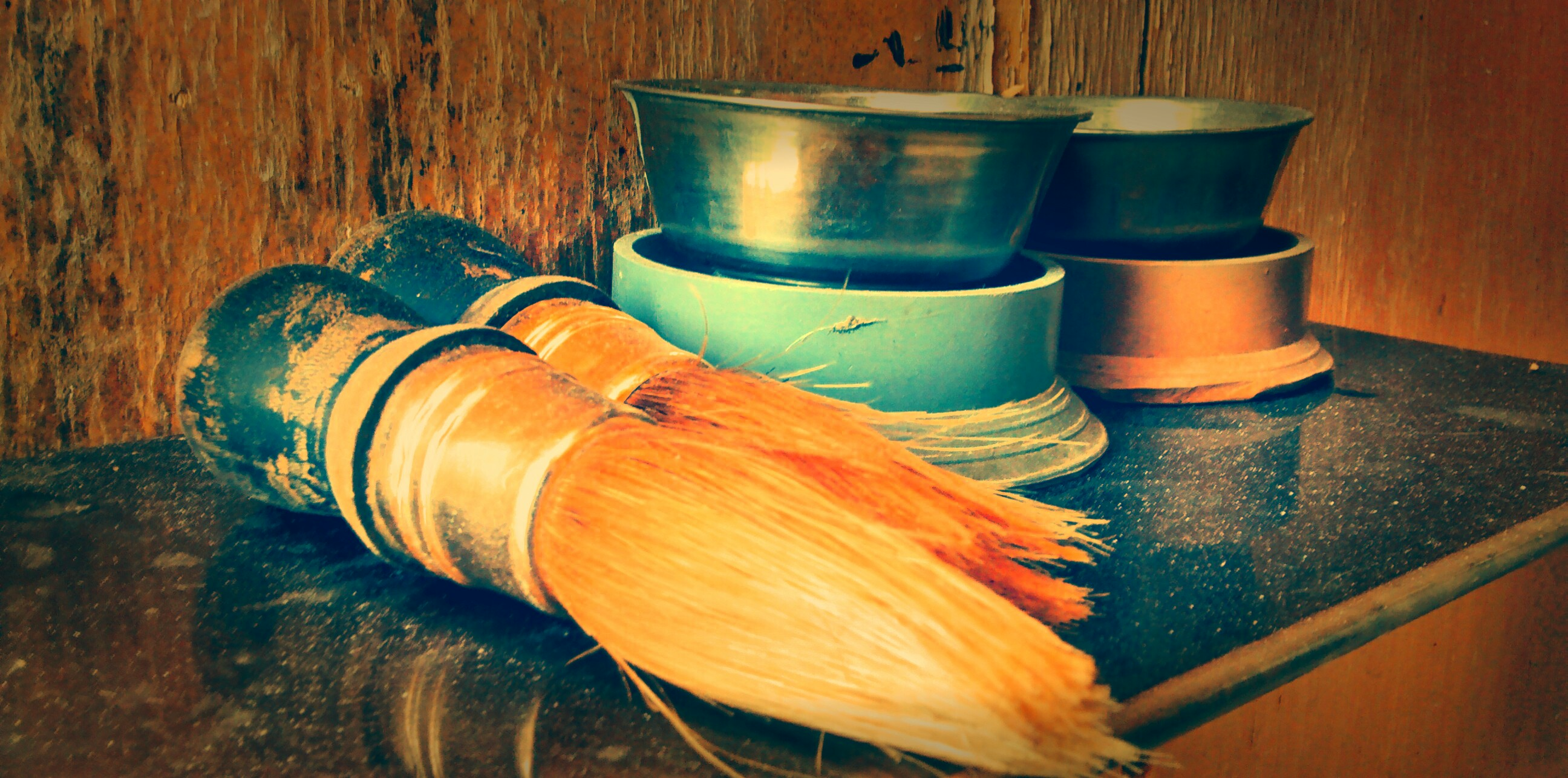
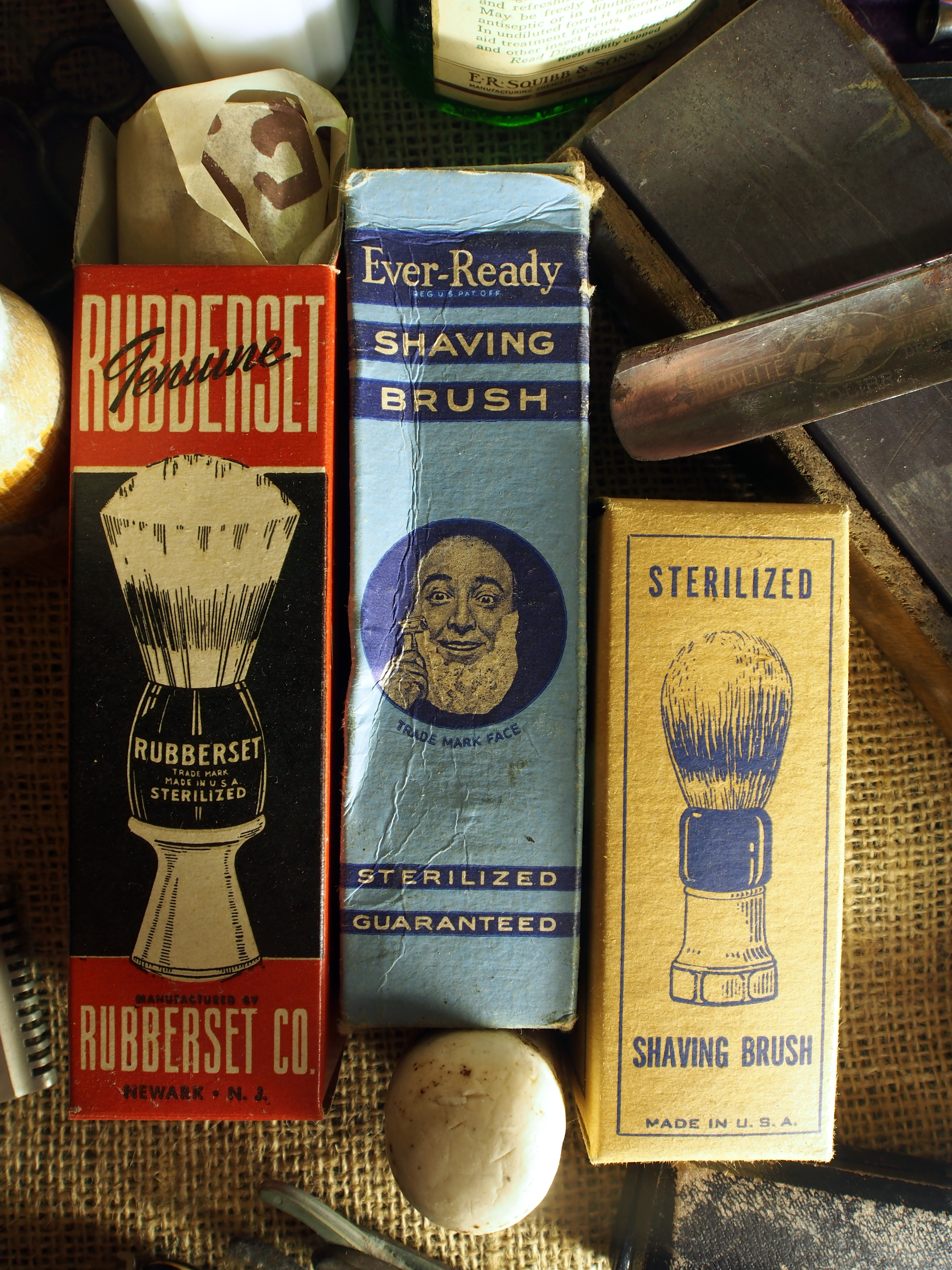
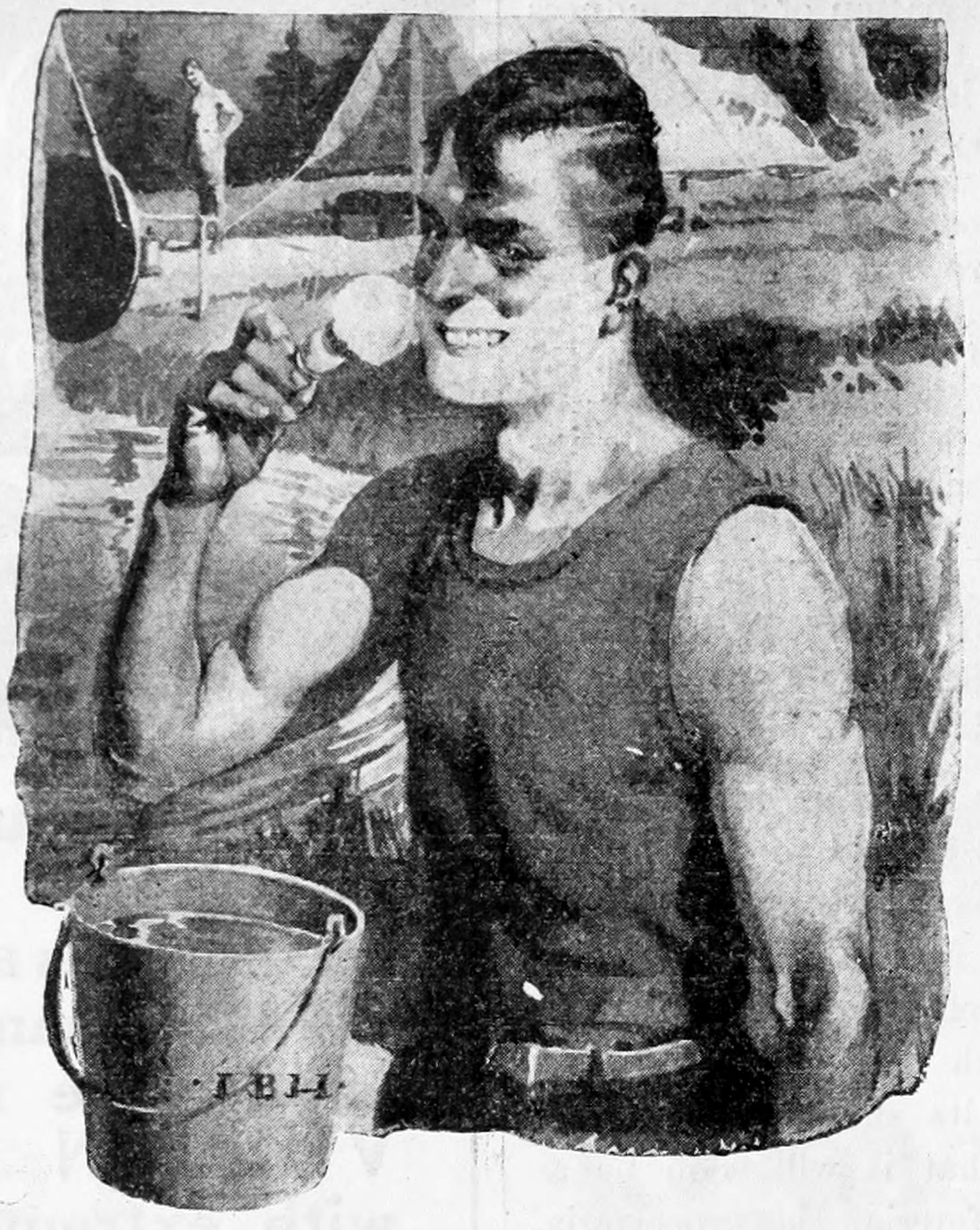
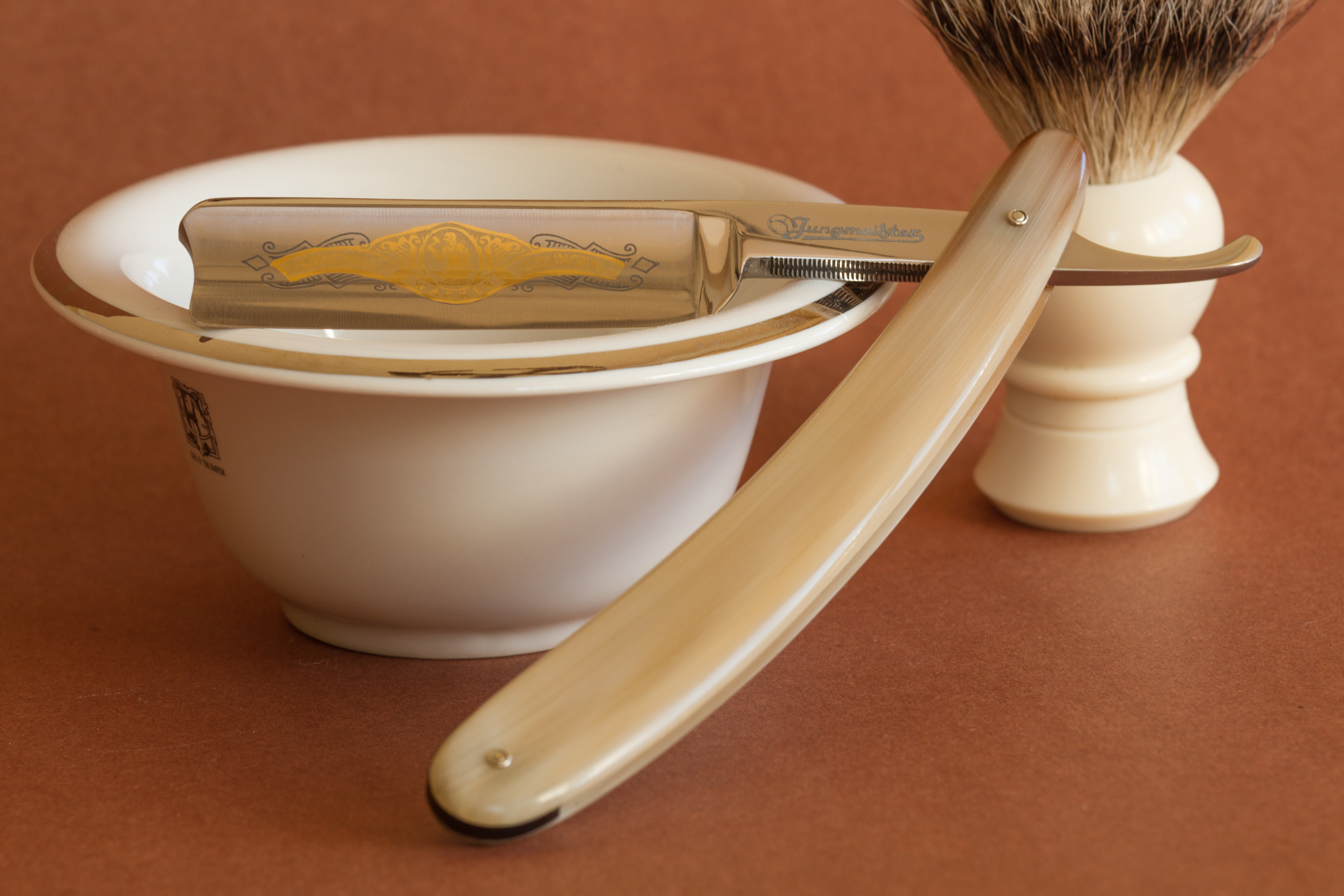